# 中華民國陸軍步兵第一一七旅
陸軍步兵第一一七旅，簡稱步兵第一一七旅，是中華民國陸軍下轄的一支步兵部隊，隸屬於陸軍第八軍團指揮部。陸軍步兵第一一七旅的前身為國民革命軍第十八軍「海鵬部隊」陸軍步兵第十一師，歷經多次改編後於2004年裁撤；2021年因應中華民國國軍後備軍事動員戰力提升，由原陸軍南區專長訓練中心擴編為步兵旅，平時負責新兵及後備部隊訓練，戰時則負責灘岸守備任務。

## 沿革

陸軍步兵第一一七旅前身「海鷗部隊」隊徽

陸軍步兵第一一七旅的前身為1928年（民國十七年）在湖北省漢口市建立的「海鵬部隊」陸軍步兵第十一師，曾參與淞沪会战、石門戰鬥、常德会战、湘西会战、鉅野會戰等中国抗日战争重要戰役，第二次国共内战期間更在古寧頭戰役中締造「金門大捷」，有「勝利之師」之稱。陸軍步兵第十一師隨中華民國政府遷臺後，於1952年與步兵第四十三師併編為步兵第十七師；1969年「嘉禾」案實施後改為重裝步兵師；1976年改番号為步兵第一一七師；2000年4月精實案實施後改編為步兵第一一七旅，2004年裁撤。
2016年1月，陸軍第八軍團砲兵第四十三指揮部第六二四群群部因應常備兵役軍事訓練接訓任務改編為陸軍南區專長訓練中心（南訓中心），駐地位於高雄市鳳山區陸軍黃埔營區。
2020年10月，中華民國國防部宣布，為強化國軍後備軍事動員戰力，同時消化滯徵的新兵、舒緩新訓部隊壓力，將新編第一〇一旅、第一〇九旅、第一一七旅、第一三七旅與第二四九旅五個陸軍步兵旅，其中第一一七旅預定由南訓中心擴編，隸屬於陸軍第八軍團指揮部。
2021年1月1日，陸軍步兵第一一七旅於黃埔營區正式復編；1月20日舉行編成典禮，由時任國防部參謀總長黃曙光上將主持，原第一一七師師長楊世虎、張慶翔，以及原第十一師師長胡璉家屬胡敏越、劉鼎漢家屬劉宜平、劉國青叔姪皆參加典禮。

## 職責
陸軍步兵第一一七旅平時負責新兵及後備部隊訓練，戰時則負責灘岸守備任務。

## 外部連結
- 海鵬部隊歌